# Wietnam Południowy na Letnich Igrzyskach Olimpijskich 1968
Wietnam Południowy na Letnich Igrzyskach Olimpijskich 1968 nie zdobył żadnego medalu.

## Skład kadry

### Kolarstwo
Mężczyźni
- Bùi Văn Hoàng – wyścig indywidualny ze startu wspólnego (nie ukończył)
- Trương Kim Hùng – wyścig indywidualny ze startu wspólnego (nie ukończył)

### Lekkoatletyka
Mężczyźni
- Hồ Hạnh Phước – dziesięciobój (nie ukończył)

### Pływanie
Kobiety
- Nguyễn Minh Tâm – 100 metrów stylem dowolnym (odpadła w eliminacjach)
- Nguyễn Thị Mỹ Liên – 100 metrów stylem grzbietowym (odpadła w eliminacjach)

### Strzelectwo
Mężczyźni
- Vũ Văn Danh – pistolet szybkostrzelny, 25 metrów (53. miejsce)
- Hồ Minh Thu – pistolet, 50 metrów (43. miejsce)
- Dương Văn Dan – pistolet, 50 metrów (57. miejsce)

### Szermierka
Mężczyźni
- Nguyễn Thế Lộc – szpada (odpadł w eliminacjach)